# Witstaarttrogon
De witstaarttrogon (Trogon chionurus) is een vogel uit de familie Trogonidae.

## Verspreiding en leefgebied
Deze soort komt voor van Panama tot westelijk Ecuador.

## Status
De grootte van de populatie is in 2019 geschat op 0,5-5 miljoen volwassen vogels. Op de Rode lijst van de IUCN heeft deze soort de status niet bedreigd.